# Telepatia

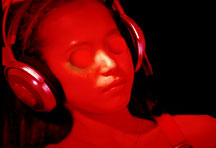
Un esperimento secondo il metodo Ganzfeld per dimostrare la telepatia.

La telepatìa, detta anche trasmissione del pensiero, è l'ipotetica capacità di comunicare con la mente, cioè senza l'utilizzo di altri sensi o strumenti. Il termine "telepatia" venne introdotto nel 1882 da Frederic William Henry Myers e deriva dal greco τηλε, tèle (lontano) e πάθεια, pàtheia (sentimento). Come la precognizione e la chiaroveggenza, la telepatia fa parte delle cosiddette percezioni extrasensoriali o ESP e più in generale, di quello delle presunte "facoltà paranormali", e rientra perciò nel campo di indagine della parapsicologia.

## Storia
I primi studi su questa presunta facoltà paranormale furono condotti dalla Società per la Ricerca Psichica di Londra, verso la fine dell'Ottocento. Durante il XX secolo, furono, soprattutto, scienziati statunitensi, a produrre documenti frutto di ricerca in questo campo, allora ancora controverso, delle facoltà psichiche umane: tra i primi a distinguersi, durante gli anni '20, il professore canadese George Hoben Estabrooks, con un'indagine di valore quantitativo che coinvolgeva alcuni dei suoi studenti presso la facoltà di psicologia della Harvard Univerisity (Cambridge, Massachusetts).
Il primo vero e proprio laboratorio di parapsicologia fu aperto negli anni 1930 negli Stati Uniti d'America, quando il pioniere della parapsicologia a indirizzo di ricerca rigorosamente quantitativo, Joseph Rhine della Duke University di Durham (Carolina del Nord), condusse numerosi esperimenti, con l'ausilio ad esempio delle carte Zener, per accertare l'effettiva realtà della telepatia. Un esempio degli esperimenti con le carte è la serie Pearce-Pratt (dal nome rispettivamente del soggetto, lo studente Hubert Pearce, e dello sperimentatore, J. Gaither Pratt). Secondo quanto riportato da Rhine, nell'arco di oltre 300 esperimenti, Pearce avrebbe ottenuto una media di 9,9 successi per prova su 25. In una serie di 4 esperimenti, si ebbero 558 successi su 1.850 prove: l'aspettativa casuale era nettamente inferiore. Martin Gardner rileva che i risultati di Rhine non furono mai duplicati; Rhine più volte riprovò l'esperimento ma non mostrò mai i dati dei fallimenti.
Una completa e dettagliata presentazione degli esperimenti di Rhine è contenuta nel libro Extra-Sensory Perception After Sixty Years (a volte abbreviato come ESP-60), pubblicato nel 1940. L'opera fu accolta con interesse e recensita da varie riviste di psicologia, e nell'anno accademico 1940-1941 fu perfino adottata come libro di testo per corsi introduttivi di Psicologia a Harvard.
Secondo una concezione filosofica indiana antica e parzialmente rimodernata, la comunicazione telepatica si effettuerebbe attraverso una immensa rete di cui le persone costituirebbero le maglie, rete che comprende l'universo e nella quale il sensitivo è collegato con le altre parti e ogni cosa è collegata con il tutto.

## Le sperimentazioni
Negli anni sono state condotte diverse sperimentazioni volte a dimostrare l'esistenza della telepatia. Se da un lato i parapsicologi affermano che dei risultati sono stati prodotti, dall'altro la comunità scientifica critica la stessa esistenza di tali risultati che sono da imputare a errori di metodo se non a vere e proprie frodi.

### L'esperimento di Charles T. Tart
Nei primi anni sessanta il parapsicologo Charles T. Tart ricercatore dell'Istituto di Scienza Noetica condusse un esperimento:
I risultati, stando a quanto riporta Tart, furono i seguenti: le ipotesi coscienti di A "non mostrarono alcuna relazione con gli eventi reali". Invece, i suoi "tracciati" presentavano variazioni fisiologiche significative proprio in corrispondenza dell'istante in cui B riceveva la scossa. La conclusione: "Possiamo affermare che l'evento non viene registrato dalla 'mente cosciente' del soggetto, il quale, invece, è evidentemente cosciente dell'evento, a un livello biologico fondamentale. A quanto pare il corpo del soggetto sa di questi avvenimenti dei quali, invece, non è a conoscenza lo strato alto del cervello" e discusso da Joseph Chilton Pearce in Exploring the Crack in the Cosmic Egg).»

### Il metodo Ganzfeld
Negli anni settanta un altro parapsicologo americano, Charles Honorton, si interessò di telepatia introducendo un nuovo metodo di studi, chiamato tecnicamente Ganzfeld (dal tedesco "campo uniforme"). Negli esperimenti di Honorton un soggetto ("percipiente") veniva isolato sensorialmente applicando ai suoi occhi due mezze palline da ping-pong e alle sue orecchie una cuffia che emetteva un "rumore di fondo". In queste condizioni di deprivazione sensoriale, il soggetto doveva cercare di recepire immagini o informazioni inviate da un'altra persona ("agente") posta in un'altra stanza.
Anche Honorton pensava di aver trovato risultati statisticamente positivi a favore dell'esistenza della telepatia, ma di nuovo le critiche furono numerose. In particolare, lo psicologo scettico Ray Hyman intavolò un serrato dibattito con Honorton, rifiutando le conclusioni di quest'ultimo e la significatività dei risultati.
Le critiche di Hyman vertevano sul fatto che i resoconti degli esperimenti non descrivevano protocolli ottimali né i dati erano accompagnati dalle appropriate analisi statistiche. Hyman presentò quindi un'analisi in cui si sosteneva che i risultati positivi degli esperimenti erano da imputare a tre difetti (errata randomizzazione della scelta del target, errore nella randomizzazione delle procedure di giudizio e insufficiente documentazione). Honorton da parte sua sottopose lo studio di Hyman a un esperto di statistica (David Saunders) che affermò che lo studio di Hyman era errato poiché si fondava su pochi casi e che aveva sbagliato nella procedura di analisi.
In un comunicato congiunto pubblicato nel 1986, Honorton e Hyman concordarono nell'affermare che i dati complessivi "non possono ragionevolmente essere spiegati dalla pubblicazione selettiva o dalle analisi multiple" e che per potere trarre delle conclusioni gli esperimenti andavano replicati. Nello stesso comunicato, i due proposero standard metodologici più stringenti ai quali i futuri esperimenti si sarebbero dovuti conformare.
Nel 1999 Milton e Wiseman hanno pubblicato un articolo che sottolineava la non replicabilità dei risultati di Bem e Honorton.

## I risultati e le critiche
La comunità scientifica ad oggi non ritiene provata l'esistenza della telepatia. Gli scettici da parte loro affermano che gli esperimenti che evidenzierebbero l'apparente esistenza della telepatia sono il risultato di auto-convincimento o di veri e propri imbrogli. Nella comunità parapsicologica invece c'è un largo consenso sulla affermazione che taluni fenomeni telepatici sono esistenti e reali.
Sia i parapsicologi che gli scettici concordano sul fatto che molte manifestazioni presentate come prove di telepatia altro non sono che frutto di tecniche quali la lettura a freddo.
Gli scettici aggiungono inoltre che non è stata ancora elaborata una tecnica in grado di dare risultati statisticamente significativi. Questa mancanza di riproducibilità del fenomeno spinge a concludere che non esiste prova dell'esistenza di tali poteri telepatici, ponendo altresì l'accento su tutti quei casi in cui si sono scoperte falle ed errori negli esperimenti oltre che, più raramente, delle frodi.